# Mesurado
Mesurado je rijeka u Liberiji. Protječe kroz glavni grad Monroviju i prelazi ispod Mosta Gabriela Tuckera, izgrađenog 1970-ih.